# Niels Wellenberg
Niels Wellenberg (* 9. August 1982 in Deventer) ist ein niederländischer ehemaliger Fußballspieler. Von 2009 bis 2012 stand der Verteidiger beim niederländischen Erstligisten NEC aus Nijmegen unter Vertrag.

## Karriere
2001/02 begann Wellenberg seine Profikarriere beim damaligen Eerste-Divisie-Vertreter Go Ahead Eagles. Dort spielte er sich schnell in den Stammkader der Mannschaft. Nach drei Jahren zog es ihn in die Eredivisie zu Twente Enschede. Nachdem Wellenberg in seiner ersten Saison auf 22 Einsätze gekommen war, wurde er in den beiden Folgejahren weniger eingesetzt. Erst zur Spielzeit 2007/08 fand er sich wieder vermehrt in der Stammelf wieder. In diesem Jahr wurde Twente Vizemeister. Im Jahr darauf wiederholte man diesen Erfolg und zog daneben ins Finale um den KNVB-Pokal ein. Dort scheiterte das Team am SC Heerenveen. Der Vertrag des Rechtsverteidigers lief im Sommer 2009 aus und wurde nicht verlängert. Schließlich sicherte sich NEC Nijmegen die Dienste des Defensivspielers. Nachdem er bereits in der Spielzeit 2011/12 wegen der Folgen einer Knieoperation nicht mehr eingesetzt werden konnte, wurde sein zum Saisonende auslaufender Vertrag nicht mehr verlängert. Wellenberg beendete daraufhin seine Profikarriere.